# BMX-Rennsport-Weltmeisterschaften 2006
Die BMX-Rennsport-Weltmeisterschaften 2006 fanden am 29. und 30. Juli im brasilianischen São Paulo statt. Schauplatz war die im Jahr zuvor errichtete Vila Olímpica Mário Covas im Westen der Stadt. Die dortige BMX-Bahn verfiel später und ist inzwischen von Vegetation überwachsen.

## Programm
Am ersten Tag der Wettkämpfe wurde das BMX-Rennen (20 Zoll) ausgetragen, am zweiten Tag das Cruiser-Rennen. Das Cruiser-Rennen fand erstmals auch bei den Frauen statt. Parallel zu den Weltmeisterschaften lief die UCI BMX World Challenge für die Leistungsklasse Challenge.

## Ergebnisse
Unten angegeben ist jeweils die Rangfolge im Finale. Die genauen Zeiten sind nicht überliefert.

### Frauen Elite
| Platz | Name                  |
| ----- | --------------------- |
| 1     | Willy Kanis           |
| 2     | María Gabriela Díaz   |
| 3     | Cécile Lazzarotto     |
| 4     | Jana Horáková         |
| 5     | Aneta Hladíková       |
| 6     | Arielle Martin        |
| 7     | Kimberly Hayashi      |
| 8     | Laëtitia Le Corguillé |

| Platz | Name                  |
| ----- | --------------------- |
| 1     | Laëtitia Le Corguillé |
| 2     | Samantha Cools        |
| 3     | María Belén Dutto     |
| 4     | Aneta Hladíková       |
| 5     | Vilma Rimšaitė        |
| 6     | Jana Horáková         |
| 7     | Cécile Lazzarotto     |
| 8     | Amélie Despeaux       |

### Männer Elite
| Platz | Name               |
| ----- | ------------------ |
| 1     | Javier Colombo     |
| 2     | Randy Stumpfhauser |
| 3     | Mike Day           |
| 4     | Michal Prokop      |
| 5     | Florent Boutte     |
| 6     | Steven Cisar       |
| 7     | Billy Joliffe      |
| 8     | Jamie Gray         |

| Platz | Name           |
| ----- | -------------- |
| 1     | Donny Robinson |
| 2     | Danny Caluag   |
| 3     | Damien Godet   |
| 4     | Sergio Salazar |
| 5     | Billy Joliffe  |
| 6     | Tyler Brown    |
| 7     | Thomas Allier  |
| 8     | Jarrett Kolich |

### Juniorinnen
| Platz | Name              |
| ----- | ----------------- |
| 1     | Shanaze Reade     |
| 2     | María Ruarte      |
| 3     | Sarah Walker      |
| 4     | Melissa Mankowski |
| 5     | Christine Miller  |
| 6     | Lieke Klaus       |
| 7     | Amanda Geving     |
| 8     | Romana Labounková |

| Platz | Name             |
| ----- | ---------------- |
| 1     | Amanda Geving    |
| 2     | Sarah Walker     |
| 3     | Magalie Pottier  |
| 4     | Ziggy Callan     |
| 5     | Madison Pitts    |
| 6     | Simone de Wan    |
| 7     | Javiera Figueroa |
| 8     | María Ruarte     |

### Junioren
| Platz | Name             |
| ----- | ---------------- |
| 1     | Moana Moo-Caille |
| 2     | Martijn Scherpen |
| 3     | Ramiro Marino    |
| 4     | David Herman     |
| 5     | Kristopher Fox   |
| 6     | Kevin Sprengers  |
| 7     | Joey Bradford    |
| 8     | Joe Sowers       |

| Platz | Name               |
| ----- | ------------------ |
| 1     | Joe Sowers         |
| 2     | Fausto Endara      |
| 3     | Edžus Treimanis    |
| 4     | Juan Carlos Romero |
| 5     | Josh Oie           |
| 6     | Yvan Lapraz        |
| 7     | Martijn Scherpen   |
| 8     | David Herman       |

## Medaillenspiegel
| Platz  | Land               | Gold | Silber | Bronze | Gesamt |
| ------ | ------------------ | ---- | ------ | ------ | ------ |
| 1      | Vereinigte Staaten | 3    | 2      | 1      | 6      |
| 2      | Frankreich         | 2    | 0      | 3      | 5      |
| 3      | Argentinien        | 1    | 2      | 2      | 5      |
| 4      | Niederlande        | 1    | 1      | 0      | 2      |
| 5      | Großbritannien     | 1    | 0      | 0      | 1      |
| 6      | Neuseeland         | 0    | 1      | 1      | 2      |
| 7      | Ecuador            | 0    | 1      | 0      | 1      |
| 7      | Kanada             | 0    | 1      | 0      | 1      |
| 9      | Lettland           | 0    | 0      | 1      | 1      |
| Gesamt | Gesamt             | 8    | 8      | 8      | 24     |